# Zestienstippelig lieveheersbeestje
Het zestienstippelig lieveheersbeestje (Tytthaspis sedecimpunctata) is een kever uit de familie lieveheersbeestjes (Coccinellidae).
Het zestienstippelig lieveheersbeestje is een kleine kever van ongeveer 3 mm groot die vrij algemeen in Nederland en België voorkomt. Soms worden ze in groepjes aangetroffen. 

## Uiterlijk
Het zestienstippelig lieveheersbeestje heeft een wit-beige kleur en is bedekt met 16 zwarte vlekken waarvan er drie met een duidelijke zwarte streep verbonden zijn.